# 普卢埃克迪特里约
普卢埃克迪特里约（法語：Plouëc-du-Trieux，法語發音：[pluɛk dy tʁijø]）是法国阿摩尔滨海省的一个市镇，位于该省西北部，属于甘冈区。

## 地理
普卢埃克迪特里约（48°40'26"N, 3°11'31"W）面积18.27 平方千米，位于法国布列塔尼大區阿摩尔滨海省，该省份为法国西北部沿海省份，位于布列塔尼半岛北部，北濒大西洋英吉利海峡，西接菲尼斯泰尔省，南至莫尔比昂省，东临伊勒-维莱讷省。
与普卢埃克迪特里约接壤的市镇（或旧市镇、城区）包括：布雷利迪、朗德贝龙、普洛埃扎勒、蓬特里约、吕南、圣克莱特、斯基菲耶克。

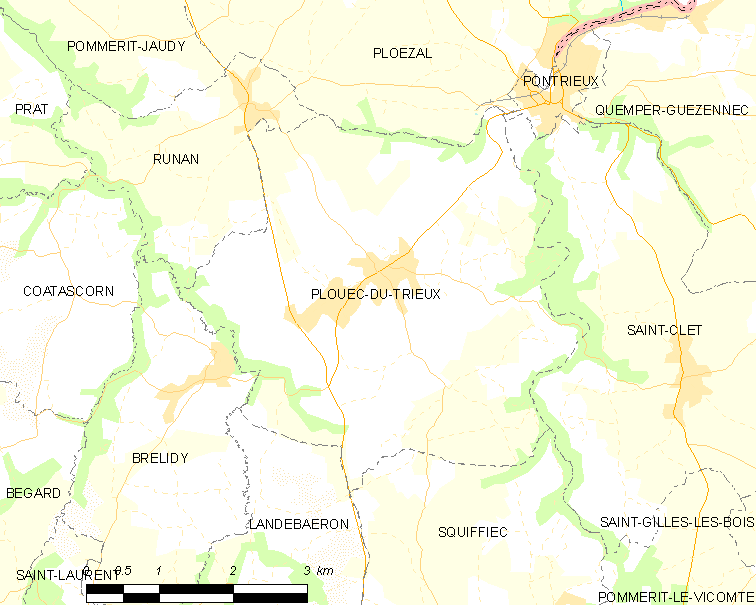
普卢埃克迪特里约的OSM定位图

普卢埃克迪特里约的时区为UTC+01:00、UTC+02:00（夏令时）。

## 行政
普卢埃克迪特里约的邮政编码为22260，INSEE市镇编码为22212。

## 政治
普卢埃克迪特里约所属的省级选区为贝加尔县。

## 人口

1962-2008年间普卢埃克迪特里约人口变化图示

普卢埃克迪特里约于2022年1月1日时的人口数量为1140人。